# 吴娜娜
吴娜娜（1990年—），中国女子手球运动员。她代表中国参加了2011年世界女子手球锦标赛、2013年世界女子手球锦标赛、2015年世界女子手球锦标赛和2017年世界女子手球锦标赛。